# Vidar Theisen
Vidar Theisen (5 de mayo de 1933 - 30 de agosto de 2012) fue un meteorólogo noruego, famoso por sus predicciones meteorológicas monótona y nasal, lo que lo convirtió en una estrella de culto en Noruega, incluso después de su jubilación. Fue parodiado por el famoso comediante Trond Kirkvaag, quien trabajó con él en NRK.

## Biografía
Vidar Leif Theisen nació en Oslo, y comenzó sus estudios allí. Mientras estudiaba en la Universidad de Oslo, decidió seguir una carrera en meteorología, y comenzó su educación en ese campo en 1956. Terminó sus estudios dos años después, en 1958, y comenzó a trabajar en el Instituto Meteorológico de Noruega. En 1980, Theisen comenzó a entregar pronósticos en las noticias diarias de NRK, en el momento el único canal de televisión en Noruega. Rápidamente se hizo popular entre los televidentes por su entrega nasal, monótona y directa de las previsiones meteorológicas, que también hizo de él un personaje popular entre los cómicos, siendo parodiado a menudo.
En 1998, Theisen dio fin a su pronóstico en la televisión, pero continuó trabajando para el instituto hasta su jubilación en 2001. Después de su retiro, hizo apariciones frecuentes en radio y televisión.

## Vida personal y muerte
Theisen se casó dos veces. Su primera esposa murió durante el parto en 1962, junto con su hijo. Más tarde se volvió a casar y tuvo dos hijos, un varón y una niña. También tuvo varios nietos. Theisen fue profundamente un cristiano fiel, y un miembro activo de su congregación hasta su muerte.
En 2002, Theisen fue diagnosticado con la enfermedad de Parkinson, y por lo tanto redujo su carga de trabajo, dedicando su tiempo a la fe y la familia. Durante sus últimos años tuvo varias complicaciones por la enfermedad, y se retiró totalmente de la población.
Theisen murió el 30 de agosto de 2012 por la enfermedad de Parkinson, a los 79 años de edad.